# ВВП (кабель)
ВВП — плаский мідний провід з ізоляцією із ПВХ пластикату, з ізольованими жилами.

## Застосування
Кабель ВВП призначений для монтажа електроустановок змінної напруги до 660 В і постійну напругу до 1 кВ. Кабель ВВП використовується для монтажа мереж освітлення  і електроживлення.

## Технічні характеристики
- Температурний діапазон:
  - експлуатації — від −50 °C до +70 °C (70 °C — допустима температура нагріву жил)
  - прокладки і монтажу — від −15 °C до +70 °C
- Мінімальний радіус вигину при монтажу — 10 зовнішніх діаметрів проводу
- Не розповсюджує горіння